# James J. Heffernan
James Joseph Heffernan (ur. 8 listopada 1888 w Brooklynie, zm. 27 stycznia 1967 w Long Branch) – amerykański polityk, członek Partii Demokratycznej.

## Działalność polityczna
W okresie od 3 stycznia 1941 do 3 stycznia 1945 przez dwie kadencje był przedstawicielem 5. okręgu, a od 3 stycznia 1945 do 3 stycznia 1953 przez cztery kadencje przedstawicielem 11. okręgu wyborczego w stanie Nowy Jork w Izbie Reprezentantów Stanów Zjednoczonych.